# 地槽
地槽是大陆地壳的一级构造单元，呈狭长带状，长达数百至数千公里，但宽仅数十至数百公里，是地壳上相对活动的区域，有强烈的构造变动，频繁的岩浆活动，因此也有丰富多样的矿物存在。
地槽的发展过程分为两大阶段，在第一阶段有强烈的差异下降，接受了非常厚的沉积层；在第二阶段反而有强烈的褶皱上升，形成巨大的山系。
地槽主要位于大陆的边缘地带或两个大陆之间，现代位于大陆内部的地槽褶皱带，在当时发育时，也是处于古代大陆的边缘。
1857年，美国地质学家霍尔（James Hall)定名为“大向斜轴”，1873年地质学家丹纳（James Dwight Dana）正名为“地槽”。